# Francis Allison
Francis James Allison Oyague (Miraflores; Lima, 1 de marzo de 1970) es un abogado y político peruano. Es el actual alcalde del distrito de Magdalena del Mar desde el 1 de enero del 2023, siendo elegido en las elecciones municipales del año 2022 para el periodo 2023-2026. Anteriormente, ejerció dicho cargo en 4 periodo municipales. Además, fue ministro de Vivienda, Construcción y Saneamiento del Perú, durante el segundo gobierno de Alan García, desde el 11 de junio hasta el 29 de septiembre del 2009.

## Biografía
Francis Allison nació en el distrito de Miraflores, ubicado en la ciudad de Lima, el 1 de marzo de 1970. Es hijo de Guillermo Allison Cáceres, exalcalde del distrito de Magdalena del Mar en 1990.
Realizó sus estudios primarios en el Colegio Franco-Peruano y sus estudios secundarios en el colegio Claretiano, en Lima. Luego, estudió la carrera de Derecho en la Universidad de San Martín de Porres (culminando en 1996) y cuenta con maestría en Derecho Penal desde 1999 y un doctorado en Derecho desde 2001 por la Universidad Alas Peruanas. Además, cursó Derecho Penal en la Universidad de Salamanca en el año 2000.

## Carrera política

### Alcalde de Magdalena del Mar
Tras laborar profesionalmente en el sector privado, Francis Allison se inició en la política cuando en el año 1991 se afilió al Partido Popular Cristiano y luego participó en las elecciones municipales del año 2002 como candidato a la alcaldía del distrito de Magdalena del Mar por la alianza Unidad Nacional. Finalmente, Allison resultó elegido como alcalde de Magdalena del Mar, con el 32,9% de los votos procesados, para el periodo municipal 2003-2006.
La gestión de Allison durante su primer periodo como alcalde fue fuertemente apoyada por los vecinos del distrito, lo que llevó a su reelección en el cargo en las elecciones municipales del año 2006 en las que obtuvo el 66,36% de los votos válidos siendo el índice de votación más alto obtenido a nivel nacional.
En junio de 2009, Allison renunció a la alcaldía de Magdalena del Mar tras ser convocado para colaborar con el Poder Ejecutivo. Tras esto, dejó el Municipio encargado a la entonces teniente alcaldesa, Rosa Quártara Carrión de Rúas, para que ocupe su puesto hasta que finalice el período.

## Ministro de Vivienda, Construcción y Saneamiento
Ante la renuncia de Carmen Vildoso al Ministerio de la Mujer del Perú por la masacre de Bagua en el año 2009, el presidente Alan García decidió nombrar a Nidia Vílchez como nueva titular de la cartera de la Mujer, dejando su cargo de titular del Ministerio de Vivienda, Construcción y Saneamiento. Luego, el gobierno aprista decidió nombrar a Francis Allison como el nuevo titular de la cartera ministerial en reemplazo de Vílchez el 11 de junio del 2009. Allison fue el ministro más joven del gabinete al tener en ese entonces 39 años de edad.
Después de la renuncia de Yehude Simon como primer ministro, Allison fue ratificado por el nuevo gabinete ministerial presidido por el aprista Javier Velásquez Quesquén el 11 de julio del mismo año.
Durante su gestión, realizó la eliminación del directorio del Fondo de Reconstrucción del Sur (Forsur) y el financiamiento que consiguió para proseguir los programas de Techo Propio, con los Bonos Familiares Habitacionales (BFH) y el inicio de la construcción de 300 casas en el sur del país.
Finalmente, Allison decidió renunciar al Ministerio el 29 de septiembre del mismo año tras anunciar que "los pobres y damnificados del sur se merecen un ministro que pueda estar el cien por ciento de su tiempo dedicado a ellos y no a defender su honor por los cuestionamientos hacia su persona", esto se debió a que fue relacionado con la cuestionada empresa Business Track.

## Regreso al Municipio
En las elecciones municipales del 2010, Allison volvió a postular a la alcaldía del distrito de Magdalena del Mar por su lista independiente «Magdalena Avanza», siendo elegido por tercera vez para el periodo 2011-2014. Fue reelegido para el periodo 2015-2018 en las elecciones municipales del año 2014.
En 2015, el Congreso de la República aprobó la Ley n.º 30305 que prohíbe de la reelección de alcaldes municipales y autoridades regionales para un mismo municipio o región. Tras esto, Allison decidió postular a la alcaldía de la provincia de Cañete en las elecciones municipales del 2018. Finalmente, Allison no obtuvo éxito tras ser vencido por Segundo Díaz de la Cruz, de Alianza para el Progreso.
En las elecciones municipales del 2022, Allison decidió volver a postular nuevamente a la alcaldía de Magdalena del Mar como miembro del partido Alianza para el Progreso de César Acuña. Culminando los procesos, Aliison volvió a ser elegido nuevamente como alcalde para el periodo municipal 2023-2026.
A inicios de su nueva gestión, Allison se reunió con el expresidente Pedro Castillo.